# 张谓
张谓（711年？—？），字正言，河内（今河南沁阳）人。唐朝诗人。

## 生平
约景云二年（711年）前後出生。少時讀書於嵩山，开元二十一年（733年），北游蓟门。天寶二年（743年），刘单榜进士。曾入封常清安西幕府。乾元元年（758年）为尚书郎，曾出使夏口，遇流放夜郎途中的李白。
唐代宗时，曾在淮南军中任职。大曆二年，任潭州刺史，改太子左庶子，与诗人元结有交往。约在大曆六年（771年）冬任禮部侍郎，连续三年知贡举。大历十二年（777年）尚在世。

## 文学成就
有诗名于天宝、大历间，兼擅古近体，多飲宴送別之作。殷璠《河岳英灵集》曾选录其诗，辛文房称其诗“格度严密，语致精深”。有诗集，今不传。《全唐詩》卷一九七錄其詩四十首（其中还杂有他人作品）。《代北州老翁答》为其代表作。